# Đớp ruồi rừng rậm ngực hung
Cyornis olivaceus là một loài chim trong họ Muscicapidae.